# Museo Regional de Occidente

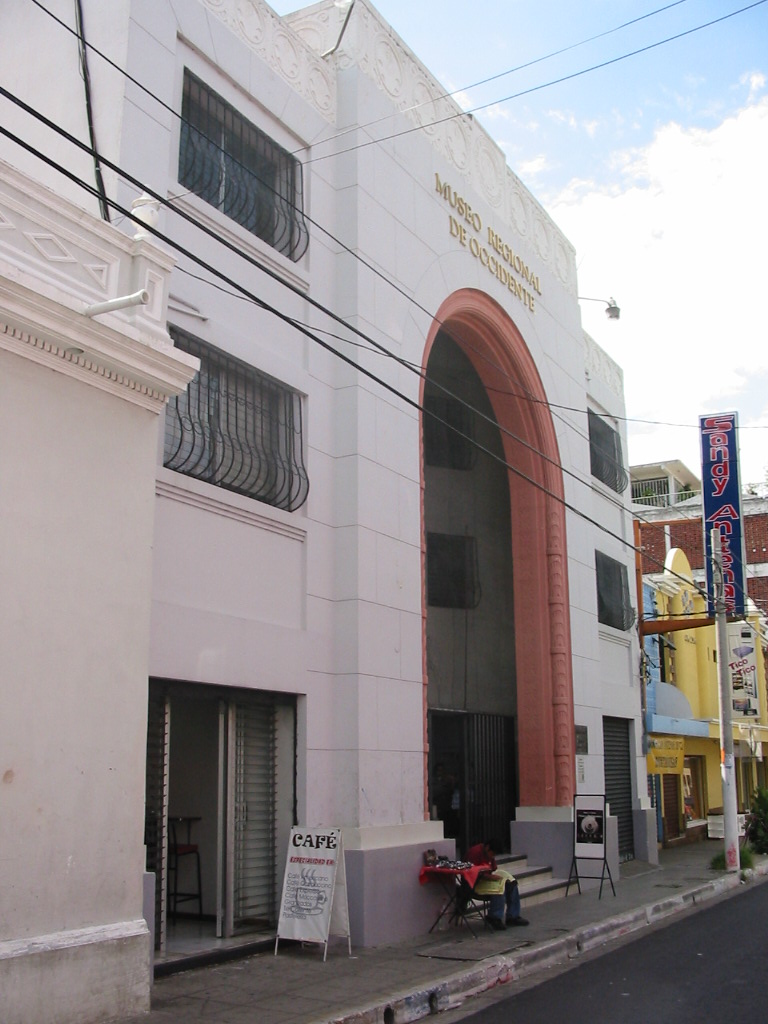
Museo Regional de Occidente.

El Museo Regional de Occidente es el principal recinto de su clase en la ciudad salvadoreña de Santa Ana. Inaugurado en febrero de 1999, está ubicado en el edificio donde tenía su sede el Banco de Central de Reserva de la ciudad, y es administrado por la Secretaría de Cultura de El Salvador. 
Cuenta con una gran colección de piezas arqueológicas y de historia contemporánea de los departamentos de Santa Ana, Ahuachapán y Sonsonate. Asimismo, dispone de salas temporales, biblioteca, cafetería y un exposición permanente de la Historia de La Moneda en El Salvador.